# Покровский, Иосиф Алексеевич
Ио́сиф Алексе́евич Покро́вский (1868, Пустогород, Черниговская губерния — 1920, Москва) — российский правовед, профессор, доктор римского права (1902).

## Биография
Родился 7 (19) сентября 1868 года в Глуховском уезде Черниговской губернии в семье священника села Пустогород (ныне — Шосткинский район Сумской области, Украина).
Окончил Глуховскую прогимназию (1882) и киевскую Коллегию Павла Галагана (1886). Затем учился на юридическом факультете университета Св. Владимира в Киеве, который окончил с отличием в 1890 году. Был оставлен при университете с мая 1891 года для приготовления к профессорскому званию по кафедре римского права. В 1892—1894 годах находился в заграничной командировке в Берлине, где обучался на семинаре (Русский институт) по римскому праву под руководством таких виднейших специалистов, как Генрих Дернбург и Альфред Пернис.
По возвращении из Германии с июня 1894 года преподавал в качестве приват-доцента в Юрьевском университете, где познакомился с М. А. Дьяконовым, В. Э. Грабарем и другими известными учёными того времени. В августе 1896 года защитил в киевском университете магистерскую диссертацию «Право и факт в римском праве» (первая редакция опубликована в Вене в 1895 году под названием «Die actiones in factum des classishen Rechts Архивная копия от 22 марта 2015 на Wayback Machine»), в которой предложил оригинальный взгляд на различие между двумя видами римских исков (actiones in factum и inius conceptae) как один из путей к решению более общей задачи — определения роли римского претора в ходе римского юридического творчества. Был назначен исправляющим должность экстраординарного профессора Киевского университета. 
В 1902 году защитил в университете Св. Владимира докторскую диссертацию «Право и факт в римском праве. Часть II. Генезис преторского права» и в декабре 1902 года стал ординарным профессором по кафедре римского права.
В 1901 году у Покровского родился сын, известный в будущем физик и инженер, Георгий Иосифович Покровский.
С июля 1903 года заведовал кафедрой римского права в Санкт-Петербургском университете, в 1910—1912 годах был деканом юридического факультета. В 1904 году опубликовал популярное учебное пособие «Лекции по истории римского права» (трижды переиздавалось), в 1909 году — монографию «Естественно-правовые течения в истории гражданского права». С 1907 года он преподавал также на Высших женских курсах римское и гражданское право.
После перевода в июле 1912 года по распоряжению министра Л. А. Кассо в Харьковский университет, вопреки собственному желанию,  оскорблённый Покровский в сентябре того же года подал в отставку и переехал в Москву, где с марта 1913 года преподавал в Московском коммерческом институте. В 1913 году была впервые издана его фундаментальная «История римского права» (переиздания 1915, 1917 и после 1991). В этот же период Покровский стал известен и как цивилист — в 1913 году он напечатал брошюру «Абстрактный и конкретный человек перед лицом гражданского права». С октября 1916 года он состоял деканом экономического отделения Московского коммерческого института. 
В 1917 году издаются «Основные проблемы гражданского права» — важнейшее произведение всего наследия И. А. Покровского, затрагивающее важнейшие аспекты развития цивилистической науки в начале 20-го века. Произведение было рассчитано не только на профессиональных юристов, но адресовано широкому кругу читателей, поэтому написано скорее в публицистической, нежели академической манере. 
После революции 1917 года Покровский возвратился в Петербург, где был выбран ординарным профессором по кафедре римского права Петроградского университета, но принял участие лишь в одном заседании юридического факультета 15 мая 1917 года и вскоре был вынужден опять переехать в Москву. C декабря 1917 года и до конца жизни он был ординарным профессором Московского университета. В 1918 году написал статью «Перуново заклятье» для антибольшевистского сборника «Из глубины».
В марте 1919 года он оставил службу в коммерческом институте, но уже в мае того же года был избран профессором Московского института народного хозяйства.
C 1917 года Иосифа Алексеевича Покровского начали мучить приступы астмы, усугубляемые тяжёлым материальным положением и переживаниями в революционные годы; в ночь с 13 на 14 апреля 1920 года он умер от очередного приступа. Был похоронен на кладбище Новодевичьего монастыря.

### Монографии
- Лекции по истории римского права, читанные в осеннем семестре 1897 г. И. А. Покровским, приват-доцентом Ун-та св. Владимира. — Киев: Изд. студентов Н. Болотина, Гадасевича, Москвера [и др.], 1897. — 275 с.
- История римского права. — 3-е изд. — Петроград: Изд. юрид. кн. скл. «Право», 1917. — XVI, 430, [1] с.
- Основные проблемы гражданского права. — 1-е изд. — Петроград: Изд. юрид. кн. скл. «Право», 1917. — 328 с.
  - Основные проблемы гражданского права. — 3-е, стереотип. изд. — М.: Статут, 2001. — 352, [1] с. — (Классика российской цивилистики). — ISBN 5-89398-015-8.

### Статьи и доклады
- Роль римского права в правовой истории человечества и в современной юриспруденции. // Ученые записки Юрьевского университета. — 1894. — Т. 3. — С. 1-30.
- Die actiones in factum des classischen Rechts. // Zeitschrift der Savigny- Stiftung für Rechtsgeschichte. — 1895. — Т. XVI. — С. 7-104.
- Желательная постановка гражданского права в изучении и преподавании. Вступ. лекция пр.-доц. И. Покровского. // Университетские известия. — Киев: Тип. имп. Ун-та св. Владимира, 1896. — Т. 12. — С. 16-32.
- Ч. 1. Право и факт как материальное основание исков (Actiones in jus и in factum conceptae) // Право и факт в римском праве. — Университетские известия. — Киев: Тип. имп. Ун-та св. Владимира, 1898. — Т. 4, 5. — С. 1-52, 53-145.
- Основные вопросы владения в новом германском уложении // Вестник права  / [Доклад, читанный в собрании Киевского юридического общества 24 окт. 1898 г.]. — Киев: Тип. имп. Ун-та св. Владимира, 1899. — Т. 1. — С. 92-120.
- Ответ г. Б. В. Никольскому. По поводу рецензии г. Никольского на мое сочинение «Право и факт в римском праве» // Журнал Министерства Народного Просвещения. — Киев: Тип. имп. Ун-та св. Владимира, 1899. — Т. март. — С. 190-201.
- Возмещение вреда и разложение его. Дилеммы современного гражданского права в области ответственности за вред и убытки. Доклад в Киевском юридическом обществе. // Вестник права. — 1899. — Т. 9. — С. 1-39.
- Программа лекций по истории римского права И. А. Покровского. — Киев: Тип. Кульженка, 1899. — 14 с.
- Программа лекций по системе римского права. Вещное право. — Киев, 1900. — 8 с.
- Справедливость, усмотрение судьи и судебная опека. Дилеммы современного гражданского права в области договоров / Доклад чл. О-ва И. А. Покровского, читанный в собрании О-ва 2 октября 1899 г. (Приложение к протоколам собраний Киевского юридического общества за 1899 г.). — Киев: Тип. имп. Ун-та св. Владимира, 1901. — 26 с.
- Обязательства из деликтов в проекте гражданского уложения / Доклад чл. О-ва И. А. Покровского, читанный в собрании О-ва 27 ноября 1899 г. (Приложение к протоколам собраний Киевского юридического общества за 1899 г.). — Киев: Тип. имп. Ун-та св. Владимира, 1901. — 26 с.
- Перуново заклятье Архивная копия от 11 ноября 2012 на Wayback Machine